# Kraterporlav
Kraterporlav (Pertusaria hymenea) är en lavart som först beskrevs av Erik Acharius, och fick sitt nu gällande namn av Schaer. Kraterporlav ingår i släktet Pertusaria och familjen Pertusariaceae.  Arten är reproducerande i Sverige. Inga underarter finns listade i Catalogue of Life.